# Darnley Island Airport
Darnley Island Airport är en flygplats i Australien. Den ligger i kommunen Torres Strait Island och delstaten Queensland, omkring 2 200 kilometer nordväst om delstatshuvudstaden Brisbane. Den ligger på ön Darnley Island.
Trakten är glest befolkad.